# Euophrys littoralis
Euophrys littoralis is een spinnensoort in de taxonomische indeling van de springspinnen (Salticidae).
Het dier behoort tot het geslacht Euophrys. De wetenschappelijke naam van de soort werd voor het eerst geldig gepubliceerd in 1959 door Soyer.